# 尾叶绣球
尾叶绣球（学名：Hydrangea caudatifolia），为绣球花科绣球属下的一个植物种。